# Crnac
 Crnac  è un comune della Croazia di 1 772 abitanti della regione di Virovitica e della Podravina.